# 11847 Winckelmann
11847 Winckelmann (1988 BY2) là một tiểu hành tinh vành đai chính được phát hiện ngày 20 tháng 1 năm 1988 bởi F. Borngen ở Tautenburg.